# Graziella Magherini
Graziella Magherini (Florencia, 23 de agosto de 1927-10 de diciembre de 2023) fue una psiquiatra italiana que ganó notoriedad por acuñar el término «síndrome de Stendhal».

## Biografía
Miembro de la Associazione Italiana di Psicoanalisi, de la Asociación Psicoanalítica Internacional y presidenta de la Asociación Internacional de Arte y Psicología. Fue experta en Historia del Arte y conocida por el público principalmente por el libro La sindrome di Stendhal. Il malessere del viaggiatore di fronte alla grandezza dell'arte, donde describir una enfermedad psicosomática llamada síndrome de Stendhal.

## Libros
- 1995, El síndrome de Stendhal. ISBN 88-7928-308-1